# Mezőfalva
Mezőfalva es un pueblo húngaro perteneciente al distrito de Dunaújváros, condado de Fejér.

## Superficie
Cuenta con una superficie de 80,42 km².

## Demografía
Hasta 2024 la población era de 4474 habitantes, con una densidad de población de 55,63 hab/km².
| Gráfica de evolución demográfica de Mezőfalva entre 2020 y 2024 |
|                                                                 |
| Datos según la Oficina Central de Estadística de Hungría.       |